# برتا کاسیریس
برتا ایزابل کاسیِرِس فِلُرِس یا بِرتا کاسیریس (۴ مارس ۱۹۷۳ – ۳ مارس ۲۰۱۶) کُنش‌گرِ محیط زیست هندوراسی و از بنیانگذاران شورای سازمان‌های مردمی و بومی هندوراس بود. او در تلاش برای توقفِ فعالیت نیروگاه‌های برق‌آبی و توقفِ تصاحب معادن در سرزمینهای بومیان مبارزه می‌کرد. او در سال ۲۰۱۵ برنده جایزه محیط زیست گلدمن شد.

## مرگ
کاسیریس در ماه مارس ۲۰۱۶ در خانه‌اش بوسیلهٔ افراد مسلحِ ناشناس و پس از سال‌ها تهدیدشدن به مرگ، به‌قتل رسید.

## امنیتِ کنش‌گرانِ محیطِ زیست در هندوراس
از سال ۲۰۱۴ به اینسو، دوازده تن از مدافعان محیط زیست در هندوراس به‌قتل رسیده‌اند که هندوراس را با توجه به اندازهٔ آن، خطرناک‌ترین کشور در جهان برای فعالانِ حفاظت از جنگل‌ها و رودخانه‌ها بدل می‌کند.